# Aberdeen (Washington)
Aberdeen és una població dels Estats Units a l'estat de Washington. Segons el cens dels Estats Units del 2000 tenia 16.461 habitants. Aquesta és la ciutat natal del músic i compositor de rock Kurt Cobain.

## Demografia
Segons el cens del 2000, Aberdeen tenia 16.461 habitants, 6.517 habitatges, i 4.112 famílies. La densitat de població era de 597,9 habitants per km².
Dels 6.517 habitatges en un 31,8% hi vivien nens de menys de 18 anys, en un 43,9% hi vivien parelles casades, en un 13,7% dones solteres, i en un 36,9% no eren unitats familiars. En el 29,5% dels habitatges hi vivien persones soles el 12% de les quals corresponia a persones de 65 anys o més que vivien soles. El nombre mitjà de persones vivint en cada habitatge era de 2,49 i el nombre mitjà de persones que vivien en cada família era de 3,05.
Per edats la població es repartia de la següent manera: un 26,8% tenia menys de 18 anys, un 10,3% entre 18 i 24, un 27,1% entre 25 i 44, un 21,9% de 45 a 60 i un 14% 65 anys o més.
L'edat mediana era de 35 anys. Per cada 100 dones de 18 o més anys hi havia 96 homes.
La renda mediana per habitatge era de 30.683 $ i la renda mediana per família de 37.966 $. Els homes tenien una renda mediana de 32.710 $ mentre que les dones 20.446 $. La renda per capita de la població era de 16.092 $. Aproximadament el 16,1% de les famílies i el 22,2% de la població estaven per davall del llindar de pobresa.

## Poblacions més properes
El següent diagrama mostra les poblacions més properes.